# Salingburg
Salingburg je rozhledna v Chebské pánvi na okraji Františkových Lázních v okrese Cheb v Karlovarském kraji. Stojí v nadmořské výšce 450 m na malém návrší zvaném Na Vyhlídce ve Slatině, místní části lázeňského města. Od centra lázní je rozhledna vzdálena přibližně jeden kilometr jihovýchodním směrem.

## Název
Německý název Salingburg byl odvozen od bývalého pojmenování vod minerálních pramenů, kterým se říkávalo Saling. Podle pověsti má na rozhledně sídlit duch františkolázeňských pramenů Salinger.

## Historie
Rozhledna byla postavena roku 1906 k pětistému výročí první písemné zmínky o minerálních pramenech v okolí. Stavbu rozhledny iniciovala františkolázeňská radnice a místní okrašlovací spolek, na stavbu přispěli i někteří místní obyvatelé. Do té doby, na rozdíl od ostatních lázeňských měst tzv. západočeského lázeňského trojúhelníku, neměly Františkovy Lázně žádnou podobnou stavbu, která by mohla sloužit jako rozhledna. Stavbu navrhl františkolázeňský architekt a stavitel Gustav Wiedermann, ke slavnostnímu otevření došlo 7. září 1906.

## Stavební podoba
Rozhledna byla postavena jako romantická pseudogotická stavba ve stylu středověkého hrádku. Stavba z lomového kamene má dvě nezastřešené věže. Na vrcholu vyšší věže s cimbuřím se nachází vyhlídkový ochoz. Ve spodní části nižší věže se nachází malá kašna se sedícím chlapečkem.

## Přístup a výhled
K rozhledně je dobrý přístup po parkových pěšinách z lázeňského centra Františkových Lázní. Do těsné blízkosti rozhledny se dá zajet autem a zaparkovat ve Slatině u hotelu Pyramida. Nejbližší železniční stanice je ve Františkových Lázních, odkud je to k rozhledně přibližně 2 km. Orientaci usnadňují ukazatele s vyobrazením rozhledny.
Z rozhledny se nabízí jen velmi omezený rozhled. Rozhledna není vysoká a navíc výhledu brání okolní stromy. Severním směrem je možné přes okrajovou část Chebské pánve zahlédnout mezi stromy několik kopců ve Smrčinách nedaleko Skalné a Lubů.